# 美丽短沟蜷
美丽短沟蜷（学名：Semisulcospira dulcis）为肋蜷科短沟蜷属的动物，是中国的特有物种。分布于云南等地，生活环境为淡水，生活于湖泊中。